# Écozone paléarctique : plantes à graines par nom scientifique (N)

## Na

### Naj
- Najas - Najadacées
  - Najas guadalupensis - Najas de la Guadeloupe

### Nan
- Nandina
  - Nandina domestica

### Nar
- Narcissus - Amaryllidacées
  - Narcissus cyclamineus - Narcisse miniature
  - Narcissus incomparabilis - Narcisse incomparable
  - Narcissus jonquilla - Narcisse jonquille
  - Narcissus poeticus - Narcisse des poètes
  - Narcissus pseudo-narcissus - Narcisse trompette ou « Jonquille des bois »
  - Narcissus triandrus
    - Narcissus triandrus capax - Narcisse des Glénans

- Nardus - Poacées
  - Nardus stricta

### Nas
- Nasturtium - Brassicacées
  - Nasturtium officinalis - Cresson de fontaine

## Ne

### Nei

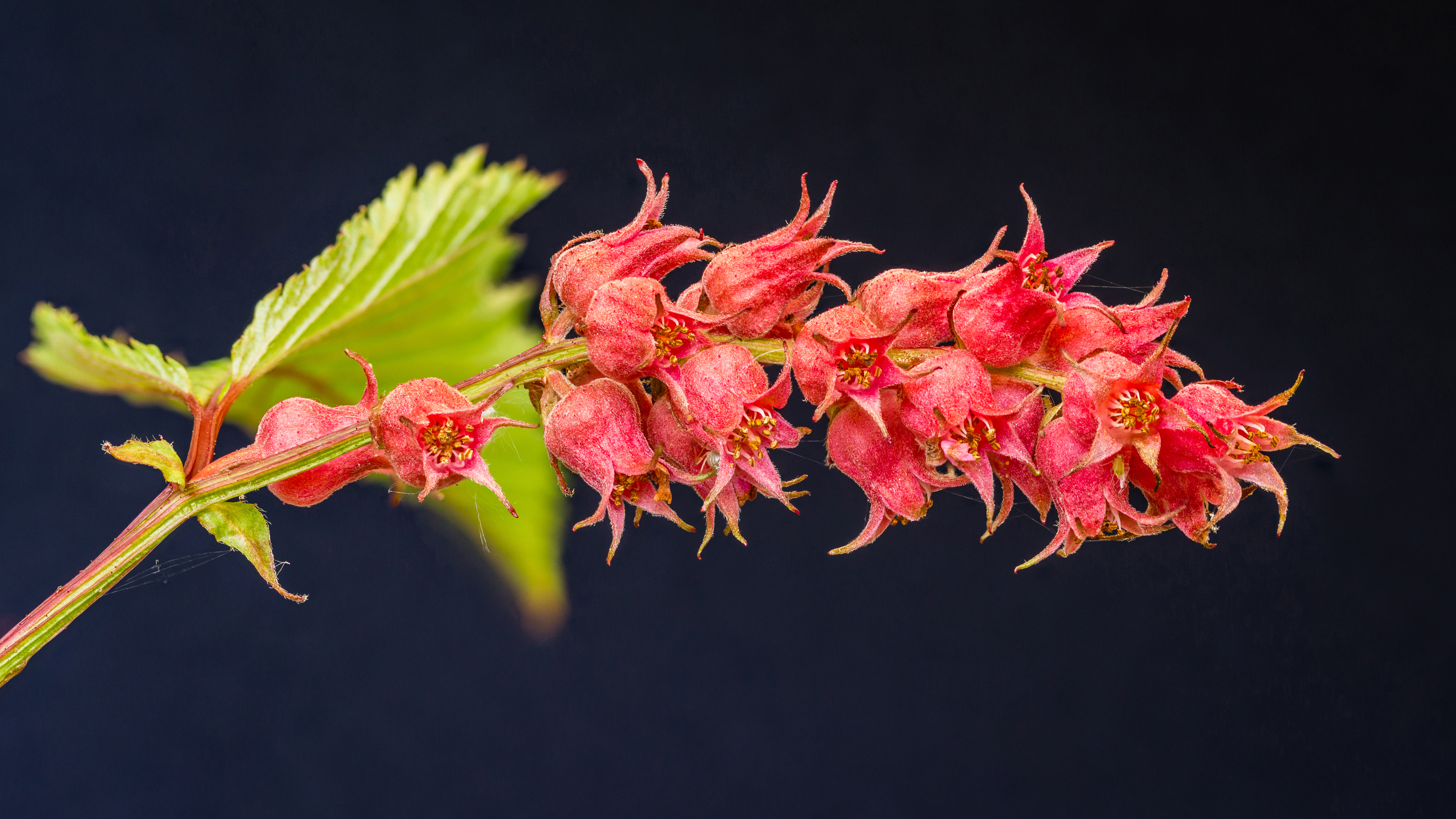
Fleur de Neillia affinis en Hollande. Mai 2022.

- Neillia
  - Neillia affinis

### Nel
- Nelumbium -Nélumbonacées
  - Nelumbium nucifera - Lotus de l'Inde ou « Nelumbo »

### Nem
- Nemesia - Scrophulariacées
  - Nemesia fruticans
  - Nemesia strumosa - Nemesia d'Afrique

- Nemopanthus
  - Nemopanthus mucronatus

- Nemophila - Hydrophyllacées
  - Nemophila maculata
  - Nemophila mensiesii ou Nemophila insignis
    - Nemophila mensiesii alba

### Neo
- Neoregelia
  - Neoregelia carolinae
    - Neoregelia carolinae Tricolor - Neoregelia

### Nep
- Nepeta - Lamiacées
  - Nepeta cataria - Cataire
  - Nepeta mussini ou Nepeta faassenii

- Neptunia

### Ner
- Nerine - Amaryllidacées
  - Nerine bowdenii - Nérine de Bowden

- Nerium
  - Nerium oleander - Laurier rose

### Nes
- Neslia - Brassicacées
  - Neslia paniculata - Neslie à panicule

### New
- Newtonia

## Ni

### Nic
- Nicolata - Zingibéracées
  - Nicolata eliator - Rose de porcelaine

- Nicotiana - Solanacées
  - Nicotiana glauca - Tabac glauque

### Nie
- Nierembergia
  - Nierembergia frutescens

### Nig
- Nigella - Renonculacées
  - Nigella damascena - Nigelle de Damas
  - Nigella hispanica - Nigelle d'Espagne

- Nigritella - Orchidacées
  - Nigritella nigra - Orchis vanillé

## No

### Not
- Nothofagus - Nothofagacées
  - Nothofagus dombeyi
  - Nothofagus nervosa
  - Nothofagus obliqua
  - Nothofagus pumilio

- Notobasis
  - Notobasis syriaca - Chardon de Syrie, cirse de Syrie

## Ny

### Nym
- Nymphaea - Nymphaéacées
  - Nymphaea alba - Nénuphar blanc
  - Nymphaea candida - Nénuphar blanc boréal
  - Nymphaea lotus - Lotus blanc égyptien
  - Nymphaea rubra
  - Nymphaea tetragona

### Nys
- Nyssa
  - Nyssa sylvatica - Nyssa sylvestre

Voir aussi Plantes par nom scientifique | Flore